# 9e armée de la Garde
Pour les articles homonymes, voir 9e armée.
La 9e armée de la Garde est une armée de campagne de l'Armée rouge active pendant la Seconde Guerre mondiale, qui a combattu lors de l'offensive de Vienne et de l'offensive de Prague à la fin de la guerre. L'armée est formée en janvier 1945 et comprend des divisions aéroportées converties en infanterie. Après la guerre, le quartier général de l'armée deviendra le quartier général aéroporté soviétique.

## Histoire

### Formation
La 9e armée de la Garde est formée le 5 janvier 1945 sous le commandement de Vasily Glagolev (en) conformément à la directive de la Stavka du 18 décembre 1944. Elle est formée à partir du quartier général de la 7e armée et de l'armée aéroportée séparée, et est composée des 37e, 38e et 39e corps de fusiliers de la Garde. En février, l'armée est transférée dans le sud-est de la Hongrie, près de Budapest, devenant partie intégrante du 2e front ukrainien le 27 février pour participer à l'offensive de Vienne,.

### Offensives de Vienne et de Prague

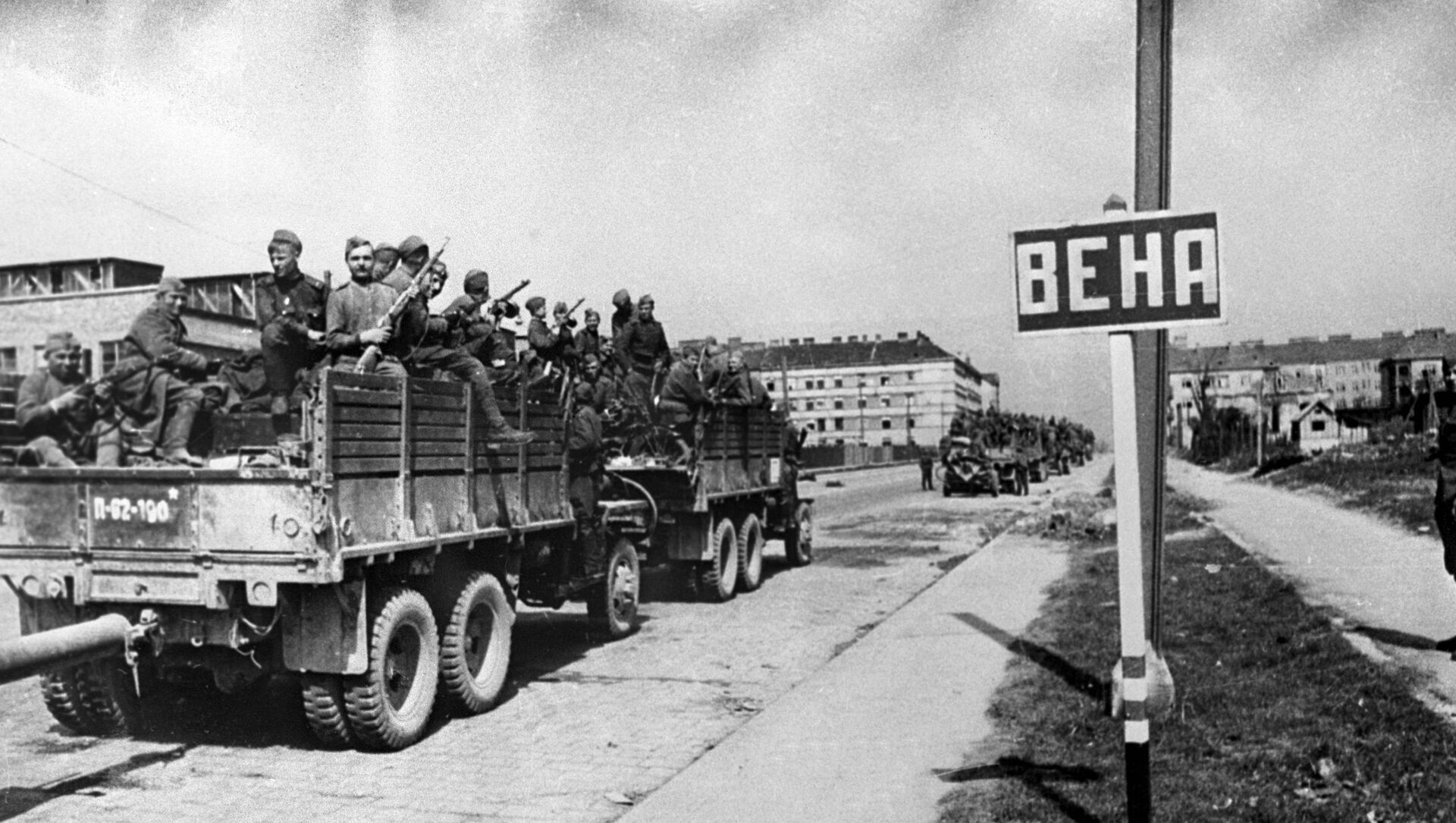
Troupes soviétiques lors de l'offensive de Vienne.

La 9e armée est transférée au 3e front ukrainien le 9 mars. Entre le 8 et le 14 mars, l'armée est déplacée de la région de Kecskemét de l'autre côté du Danube vers le secteur de Zámoly, remplaçant la 4e armée de la Garde. Entre le 16 mars et le 15 avril, l'unité prend part à l'offensive de Vienne. Des unités de l'armée percent les défenses allemandes au nord de Székesfehérvár en collaboration avec la 4e armée de la Garde. Avançant sur le flanc gauche et à l'arrière de la 6e armée de Panzer, la 9e armée de la Garde créée une brèche dans diverses unités allemandes entre le lac Balaton et Velence. Pour l'assaut sur Vienne, le 39e corps de fusiliers de la Garde de l'armée suit l'attaque de la 6e armée blindée de la Garde dans le secteur sud-ouest. Le 38e corps de fusiliers de la Garde à pour objectif de couper la route Vienne-Linz, tout en déployant deux divisions pour protéger l'attaque de l'ouest. Le 37e corps de fusiliers de la Garde doit protéger le flanc gauche de la force d'assaut. La 9e armée de la Garde attaque la route nord-ouest de Vienne en collaboration avec la 6e armée de la Garde et brise la résistance allemande début avril. Le 13 avril, l'armée participe à la prise de Vienne. Lors de l'offensive de Prague, elle capture Znaïm le 8 mai en même temps que la 7e armée de la Garde. L'unité capture également Retz et Písek, mettant fin à la guerre sur l'Elbe,.

### Après-guerre
L'armée plante son quartier général à Szolnok de juillet 1945 à juin 1946 et faisait partie du Groupe central des forces. En 1946, son quartier général devint le quartier général aéroporté soviétique et ses corps furent convertis en corps aéroportés, tandis que les divisions de fusiliers devinrent des divisions aéroportées.

## Composition
L'armée est composée des unités suivantes en février 1945:
- 37e corps de fusiliers de la Garde
  - 98e division de fusiliers de la Garde
  - 99e division de fusiliers de la Garde
  - 103e division de fusiliers de la Garde
- 38e corps de fusiliers de la Garde
  - 104e division de fusiliers de la Garde
  - 105e division de fusiliers de la Garde
  - 106e division de fusiliers de la Garde
- 39e corps de fusiliers de la Garde
  - 100e division de fusiliers de la Garde
  - 107e division de fusiliers de la Garde
  - 114e division de fusiliers de la Garde
- 35e brigade d'artillerie à canon de la Garde
- 36e brigade d'artillerie antichar
- 319e régiment de mortiers de la Garde
- 321e régiment de mortiers de la Garde
- 322e régiment de mortiers de la Garde
- 1513e régiment d'artillerie automotrice
- 1523e régiment d'artillerie automotrice
- 1524e régiment d'artillerie automotrice
- 15e brigade du génie-sapeur
- 7e bataillon séparé de lance-flammes